# Soo-otsa
Koordinaten: 58° 47′ N, 23° 57′ O
Soo-otsa ist ein Dorf (estnisch küla) in der Landgemeinde Lääne-Nigula (bis 2017: Landgemeinde Martna) im Kreis Lääne in Estland.
Der Ort hat nur noch einen Einwohner (Stand 31. Dezember 2011).